# Бескауга
Бескауга (каз. Бесқауға) — село в Павлодарской области Казахстана. Находится в подчинении городской администрации Экибастуза. Расположено в 68 км к юго-западу от Экибастуза и в 190 км к юго-западу от Павлодара. Административный центр и единственный населённый пункт Карасуского сельского округа. Код КАТО — 552245100.
С 1965 года село было центральной усадьбой бывшего овцеводческого совхоза «Карасукский».

## Население
В 1985 году в селе проживало 833 человек. В 1999 году население села составляло 478 человек (246 мужчин и 232 женщины). По данным переписи 2009 года, в селе проживало 468 человек (228 мужчин и 240 женщин).